# Яни Хаджиянев
Яни Парашкевов Хаджиянев е български издател, писател, журналист, общественик и деен участник в борбата за освобождението на Добруджа.

## Биография
Яни Парашкевов Хаджиянев е роден в Каварна на 12 януари 1898 г.

### Семейство
Баща му Парашкев Хаджиянев е заможен търговец-манифактурист. Майка му се казва Елена Канаврова.
Яни расте в културна среда. Свири на флейта, брат му и сестрите му – на цигулка и пиано.

### Ранни години
Учи в Каварна до 3-ти прогимназиален клас, а след това в гимназията във Варна. Дружал е с училия във Варна Владимир Трендафилов (1897 – 1972), станал известен актьор и литературен критик.
Като ученик в Каварна участва в драматичните прояви на училището. Група ученици се организират да избягат и да се включат в борбата за освобождение на Македония. Яни снабдява групата с револвери, които взема от баща си. Те напускат Каварна, но баща му с файтон настига групата в Балчик и ги връща обратно. След седмица отново успяват да избягат, но плановете им не се осъществяват.
Незавършил гимназия, Яни Хаджиянев се записва доброволец и участва в Първата световна война (1918). След края на войната продължава средното си образование в гимназията на Кюстендил.
Завръща се в Каварна с желание да следва драматургия, но баща му не е съгласен. Яни настоява и заминава за Виена през 1921 г. Следващата година идва във Варна, за да вземе пари. Баща му се разболява и умира. Той повече не може да продължи следването си поради липса на средства.
Оженва се за Руска Демирева Гецова от с. Ай Орман (сега Поляна).

### Дейност
След завръщането си от Виена работи в мелницата на баща си. Оженва се за Руска Демирева Гецова. Понеже е неопитен, работата в мелницата не върви; преместват я в с. Преселенци.
По онова време започва първите си литературни опити. Сътрудничи на в. „Доброджа ноуа“, редактиран от Жеко Кинов. Получава писмо от редактора, че работите му ще бъдат публикувани и ще получи добър хонорар.
През 1927 г. е привлечен на работа в редакцията на вестника и се преселват със съпругата си в гр. Добрич. Живеят при Христо Капитанов. След 2 месеца по настояване на Капитанов се премества на работа в редакцията на в. „Ново единство“. По онова време главният редактор на вестника Любен Станчев заминава като войник и на неговото място е избран Яни Хаджиянев. Редактор е и на вестниците „Единство“, „Добруджански глас“, на списанията „Поле“, „Златна Добруджа“.
Пише разкази, които публикува във вестника. Автор е и на книгите „Смехът на Добруджа“, „Суша“, „Добруджанци“, които издава в Добрич. Подписва се с псевдонима Калиакренски. Арестуван е многократно от румънската полиция. Вестникът е спиран от цензурата.
През 1938 г. при ареста му румънците се опитват да узнаят от къде се вземат средствата за издръжка на вестника и за отваряне на български училища. При арестуването му Дора Габе се намира в Париж на конгрес на писателите, протестира срещу неговото задържане без присъда и иска да бъде насрочено дело.
Заедно с Хаджиянев са арестувани и 2 души от Силистра, обвинени в шпионаж. Откарани са с лодка през Дунава. Качват ги на влак със затъмнени прозорци и пътуват до Букурещ. Арестуваните не знаят къде се намират. Яни помолва пазач за някои покупки. От лентата, с която са превързани поръчаните неща, разбират, че са в Букурещ. След това ги откарват в Кюстендженския затвор. На гарата чрез келнер той успява да изпрати бележка до Христо Енчев от Балчик. След 22 дни близките му най-после узнават къде е. Съпругата му и Любен Станчев отиват в Кюстенджа. Съди го военен съд. Делото се отлага и го откарват в гр. Чернауц. Там е осъден на 3 години затвор. Присъдата е обжалвана и касационният съд я намалява на 2 години. Преместват го в Галац. По време на съдебния процес той се защитава почти сам, въпреки че има 4 адвокати, ангажирани за процеса.
След 2 години излиза от затвора. След излизането му от затвора българите от Галац дават банкет в негова чест. Другарите му от Силистра не са освободени. Осъдени са на по 18 години.
Хаджиянев се завръща в Добрич и продължава редакторската си дейност във вестника. Приет е за член на Съюза на българските писатели през 1941 г. Ръководи театрална трупа от 1940 до 1944 г. Основател е на Народния университет, действал в Добрич през румънското владичество. Предполага се, че е бил ръководител на легиона „Стефан Караджа“.

### Смърт
Яне Хаджиянев изчезва безследно през септември 1944 г.